# Девілс-Ґейт (перевал)
Девілс-Ґейт (англ. Devil's Gate Pass, укр. Ворота Диявола) — гірський перевал в окрузі Моно, штат Каліфорнія, через який проходить американське шосе 395. Перевал названий на честь гранітної скелі Девілс-Ґейт, розташованої на захід від верхньої точки перевалу.

## Місцезнаходження
Бриджпорт та річка Іст-Вокер лежать на південний схід від перевалу Девілс-Ґейт, а річка Вест-Вокер — на північний захід. Сьєрра-Невада піднімається із південного заходу від перевалу, тоді як на північному сході гори Світвотер відгалужуються від Сьєрра-Невади. Кальдера Літл-Вокер лежить на південний захід від перевалу.
Перевал Девілс-Ґейт проходить кількох миль на схід від розв'язки Сонора, яка є перехрестям US 395 та Шосе 108. Цей сегмент 395 шосе з'єднує долину Антилоп-Вокер з Біґ-Медовз (Бриджпорт).

## Флора
Навколо перевалу можна знайти найрізноманітнішу флору. Окрім домінуючих Artemisia tridentata та Purshia tridentata, до відомих великих рослин належать Juniperus occidentalis, Pinus jeffreyi, Cercocarpus ledifolius, види ірги, Populus tremuloides. Восени листя ірги та осик Populus tremuloides набирає яскраво-жовтого кольору, приваблюючи сюди фотографів. Навесні рясно цвітуть ефемероїди.

## Фавна
Територія на захід від Девілс-Ґейт комісією з планування округу Моно визначена зоною міграції оленів. Олені чорнохвості зі Скелястих гір регулярно перетинають US-395 поблизу перевалу. На шосе встановлені знаки перетину оленів, щоб попередити водіїв про небезпеку. В околицях перевалу були помічені численні інші тварини, серед яких борсук американський, ведмідь чорний, бурундук, пума, койот, кролик, гумовий удав і полівки. У теплі місяці присутні численні співочі птахи. Можна часто побачити круків, канюків і яструбів, що кружляють угорі. В чагарникових заростях поширені гострохвості тетеруки (Centrocercus).